# Академічна негідність
Академічна негідність — українська громадська антипремія за порушення в галузі науки. Її присудження академічно недоброчесним науковцям України розпочато з 2016 року, внаслідок неможливості притягнути до відповідальності викриту на масових текстових запозиченнях Катерину Кириленко — дружину віцепрем'єр-міністра України В'ячеслава Кириленка. З метою вплинути на ситуацію засилля академічного плагіату, псевдонауки та фальсифікацій в Україні, учені-фізики запропонували давати своєрідну «чорну мітку» негідним носіям наукових ступенів та вчених звань. Активісти громадської ініціативи «Дисергейт» запропонували публічно «нагороджувати» негідних науковців. Уперше вручення заслужених відзнак відбулося в грудні 2016 року і відтоді проводиться щорічно.

## Критерії присудження
Викриті в академічному плагіаті, поширенні псевдонаукових тверджень, корупційних та інших зловживаннях науковці України висуваються журналістами і активістами протягом року. Будь-який представник науково-освітньої спільноти України, за наявності підтверджених публікаціями фактів таких порушень, має можливість висунути у фейсбук-групах науковців та освітян власного кандидата у таких номінаціях: «Плагіатор року», «Псевдонауковець року», «Фальсифікатор року», «Токсичний ректор року», «Смітниковий журнал року», «Скандал року» (у 2016 та 2017 рр. мала назву «Розголос року»), «Посіпака року», «Спец(з)рада року».

## 2016
- «Плагіатор року» — Катерина Кириленко, завідувач кафедри філософії КНУКіМ, доктор педагогічних наук, доцент, дружина віце-прем'єр-міністра України В'ячеслава Кириленка[1]. За плагіат дисертації «Теоретичні і методичні основи формування інноваційної культури майбутніх культурологів у вищому навчальному закладі» обсягом 30 % від усього тексту, неналежний рівень мовного та стилістичного оформлення роботи[2].
- «Фальсифікатор року» — Олександр Волосовець — член НАЗЯВО, член-кореспондент НАМНУ, доктор медичних наук, професор[1]. За систематичну невідповідність наведених цитат джерелам, плагіат і підробку результатів у статті «Епігеномна характеристика атопічних захворювань у дітей»[3].
- «Псевдонауковець року» — Катерина Кириленко — завідувач кафедри філософії КНУКіМ, доктор педагогічних наук, доцент. За «винайдення» Лептонного «Бога»[1].
- «Токсичний ректор» — Михайло Поплавський — народний депутат України, президент КНУКіМ. За просування сплагіатованих та псевдонаукових навчальних посібників Катерини Кириленко та звільнення його викривачки Тетяни Пархоменко; Станіслав Ніколаєнко — за перманентне публічне хамство щодо до колег, сексизм у ставленні до жінок-науковців, просування та захист робіт Катерини Кириленко, що містили плагіат, виправдання лисенківщини в сучасній Україні[1].
- «Посіпака року» — Лілія Гриневич — міністерка освіти і науки України, кандидат педагогічних наук. За захист Катерини Кириленко від відповідальності за плагіат[1].

## 2017
- «Плагіатор року» — Арсеній Яценюк[4], політик, державний та партійний діяч, 15-й Прем'єр-міністр України, економіст і юрист, кандидата економічних наук. За плагіат на 70-и сторінках у кандидатській дисертації «Організація системи банківського нагляду і регулювання в Україні»[5].
- «Фальсифікатор року» — Катерина Кириленко[4]. За фальсифікацію дати публікації монографії, з якої нібито запозичено текст дисертації (2014 рік замість 2016), а також дати публікації посібника «Культура і наука»[6].
- «Псевдонауковець року» — Юрій Тесля. За псевдонаукову «теорію» «несилової взаємодії»[4].
- «Смітниковий журнал» — «Астма і алергія». За відсутність рецензування, внаслідок якої опубліковано статтю про оздоровчий ефект чудотворних ікон[4].
- «Токсичний ректор» — Леонід Губерський. За багаторічну підтримку плагіату і плагіаторів в Інституті журналістики КНУШ[4].
- «Розголос року» — судовий позов Юрія Теслі проти Ірини Єгорченко щодо захисту його честі і гідності[4].
- «Посіпака року» — Лілія Гриневич. За послідовну політику підтримки академічної недоброчесності[4].

## 2018
- «Плагіатор року» — Дмитро Дроздовський[7], кандидат філологічних наук, науковий співробітник Інституту літератури ім. Т. Г. Шевченка НАН України, критик, літературознавець, перекладач, письменник, член Національної спілки журналістів України, член Національної спілки письменників України, головний редактор журналу «Всесвіт», член багатьох журі. За численні випадки плагіату в докторській монографії «Множинність реальності в англійському постпостмодерністському романі (філософська проблематика, жанри, наративні стратегії)»[8].
- «Псевдонауковець року» — Ольга Богомолець, голова комітету Верховної Ради України з питань охорони здоров'я, народний депутат. За антинаукові твердження про вакцини[9].
- «Токсичний ректор року» — Катерина Амосова. За захист токсичної корпорації у протистоянні з МОЗ[7].
- «Посіпака року» — Атестаційна колегія Міністерства освіти і науки України. За прийняття рішень на користь плагіаторів, фальсифікаторів і фабрикаторів[7].
- «Мурзилка року» — «Вісник Книжкової палати». За оприлюднення статей Оксани Гавелі про «квантову культурологію»[7].
- «Скандал року» — студентські виступи в КПІ ім. Ігоря Сікорського, що почалися з антикорупційних викриттів[7].
- «Спец(з)рада року» — вчена рада з філософських наук Д 26.053.16 у НПУ ім. М. Драгоманова за головуванням професора В. Вашкевича. За захист у ній 10-и дисертацій з плагіатом упродовж року[7].

## 2019
- «Плагіатор року» — Сергій Бабак[10], голова Комітету з питань науки, освіти та інновацій ВРУ. За плагіат у публікаціях та докторській дисертації «Комп'ютеризовані системи контролю довкілля об'єктів енергетики на базі безпілотних авіаційних комплексів»[11].
- «Фальсифікатор року» — члени галузевої експертної ради з журналістики В. В. Різун та І. В. Крупський. За «випуск фальшивих фахівців та науковців», ігнорування плагіату в захищених перед радою дисертаціях[12].
- «Псевдонауковець року» — Юрій Заспа. За «теорію всього»[10].
- «Токсичний ректор року» — Володимир Ісаєнко, еколог, доктор біологічних наук, професор, ректор НАУ. За те, що взяв, попри небажання студентів, на посаду проректора відомого псевдонауковця Юрія Теслю, доктора технічних наук[10].
- «Посіпака року» — члени комітету з питань етики НАЗЯВО за застосування подвійних стандартів та викривлене трактування недоброчесних практик при розгляді кейсів про академічний плагіат в роботах членів НАЗЯВО Бутенка та Длугопольського, що завдало шкоди репутації державної інституції[10].
- «Мурзилка року» — «Гілея: науковий вісник». За неодноразові публікації статей з плагіатом та псевдонаукою[10].
- «Скандал року» — призначення Юрія Теслі проректором з інноваційного навчання та інформатизації НАУ[10].
- «Спец(з)рада року» — спеціалізована вчена рада Д 55.859.04, створена Сумським національним аграрним університетом (СНАУ). За неодноразовий захист у ній дисертацій з плагіатом[10].

## 2020/2021
- «Плагіатор року» — Сергій Шкарлет, доктор економічних наук, міністр освіти і науки України. За плагіат у докторській дисертації «Формування економічної безпеки підприємств засобами активізації їх інноваційного розвитку»[13].
- «Фальсифікатор року» — експерти КНДІСЕ, зокрема Юрій Ірхін. За портретно-психологічну експертизу у справі про вбивство Павла Шеремета, побудовану не на методиці, а на особистій думці експерта[13].
- «Псевдонауковець року» — Владислав Гончарук, академік НАНУ. За антинаукові твердження, викладені в публікації «Мене вражає тупоумність стандартної класичної науки»[13].
- «Токсичний ректор року» — Спілка ректорів вищих навчальних закладів. За підтримку призначення Сергія Шкарлета міністром освіти і науки України[13].
- «Мурзилка року» — журнал «Економіка України». За те, що редколегія відмовилася відкликати статті Сергія Шкарлета, які містили плагіат[13].
- «Спец(з)рада року» — спеціалізована вчена рада Д 26.891.02 з державного управління при Інституті підготовки кадрів державної служби зайнятості України. За легітимацію отримання наукового ступеня Іллею Кивою[13].
- «Скандал року» — присудження нардепу Іллі Киві наукового ступеня кандидата наук з держуправління[13].
- «Посіпака року» — 13 членів спеціалізованої вченої ради Д 26.891.02 з державного управління при Інституті підготовки кадрів державної служби зайнятості України. За присудження наукового ступеня кандидата наук з державного управління Іллі Киві[13].

## 2023
- «Плагіатор року» — Оксен Лісовий, міністр освіти і науки України. За плагіат у кандидатській дисертації, виявлений перед його призначенням на посаду[14].
- «Фальсифікатор року» — Вікторія Петрушенко через підміну назв хвороб у дисертації (панкреатит на панкреонекроз)[14].
- «Псевдонауковець року» — телеканал 2+2. За «систематичне і широкомасштабне поширення різних псевдонаукових фейків і талановите перебріхування текстів західних мас-медія про наукові теми»[14].
- «Токсичний ректор року» — Максим Луцький, ректор Національного авіаційного університету[14].
- «Посіпака року» — Михайло Винницький[14], заступник міністра освіти[15].
- «Спец(з)рада року» — Харківський національний педагогічний університет ім. Сковороди. За створення «одноразових спецрад», де захистилися плагіатори[14].
- «Скандал року» —  призначення викритого на плагіаті Оксена Лісового на посаду міністра освіти і науки[14].

## 2024
- «Плагіатор року» — Анатолій Мельниченко, ректор Національного технічного університету України «Київський політехнічний інститут імені Ігоря Сікорського». За плагіат у своїй кандидатській дисертації проросійських книг і статей[16].
- «Фальсифікатор року» — Валентина Яценко, доктор економічних наук, доцент, доцент кафедри історії, археології та гуманітарних наук Харківського національного економічного університету. За видавання в своїй докторській дисертації румунських реалій як українських[16].
- «Псевдонауковець року» — Ольга Голубовська, професор Національного медичного університету імені О. О. Богомольця. За «систематичне поширення псевдонаукових, конспірологічних та відверто шкідливих тез щодо пандемії COVID-19»[16].
- «Токсичний ректор року» — Володимир Бугров, керівник КНУ імені Тараса Шевченка. За «купівлю квартири за кошти невідомого походження, першу успішну петицію щодо звільнення ректора та подальший занепад деколи провідного ЗВО у рейтингах»[16].
- «Скандал року» — розділили Міністр освіти і науки України Оксен Лісовий та голова комітету Верховної Ради України з питань освіти, науки та інновацій Сергій Бабак. За «безпідставне зупинення розгляду НАЗЯВО скарг на плагіат в роботах Лісового та Бабака»[16].
- «Мурзилка року» — журнал «Наукові записки Національного університету „Острозька академія“: серія „Психологія“». За включення в редакційну колегію людей без їхнього відома та публікацію псевдонаукових статей філософа, богослова та релігієзнавця В'ячеслава Рубського[16].
- «Спец(з)рада року» — спеціалізована вчена рада Д 26.613.02 з акушерства та гінекології  при Національній медичній академії післядипломної освіти імені П. Л. Шупика МОЗ України. За захист у ній 9 плагіатних дисертацій з акушерства та гінекології[16].
- «Посіпака року» — Дмитро Лубінець, Уповноважений Верховної Ради України з прав людини. За «рекомендації» НАЗЯВО не перевіряти на плагіат дисертації, захищені до 2014 року[16].